# Monstrens tid – Livet före dinosaurierna
Monstrens tid – Livet före dinosaurierna (engelsk originaltitel: Walking with Monsters: Life Before Dinosaurs) är en brittisk dokumentärserie i tre delar från 2005 producerad av BBC. Monstrens tid är skapad av samma skapare som de tidigare dokumentärserierna Dinosauriernas tid och Odjurens tid med mera och skildrar livet under paleozoikum, den geologiska era som föregår mesozoikum (dinosauriernas tidsålder).  
Serien sändes i Sverige för första gången den 30 december 2006 till den 6 januari 2007.  

## Handling
Monstrens tid skildrar livet på jorden under paleozoikum, den första av de tre geologiska erorna under fanerozoikum, och kompletterar de tidigare serierna Dinosauriernas tid (mesozoikum) och Odjurens tid (kenozoikum).

### Avsnitt
Monstrens tid består av tre avsnitt, varav alla behandlar mer än en tidsperiod.
1. Vattnets invånare:[3][a] det första avsnittet börjar med en skildring av kollisionsteorin (att jordens måne skapades genom kollision med en annan himlakropp) och hoppar sedan fram i tiden till kambrium, 530 miljoner år sedan. Under Kambrium visas bland annat trilobiter, den tidiga fisken Haikouichthys och det första stora rovdjuret Anomalocaris. Sedan går programmet vidare till silur, 418 miljoner år sedan, och följer den käklösa fisken Cephalaspis och den gigantiska skorpionen Brontoscorpio. Avsnittets sista segment äger rum under devon, 360 miljoner år sedan, och visar bland annat amfibien Hynerpeton och den enorma rovfisken Hyneria.
2. Reptilernas början:[3][b] det andra avsnittet tar sin början under karbon, 300 miljoner år sedan, där det följer den tidiga reptilen Petrolacosaurus och en rad gigantiska ryggradslösa djur, bland annat mångfotingen Arthropleura, trollsländan Meganeura och en enorm ledspindel. Efter karbon går avsnittet vidare till perm, 280 miljoner år sedan, där det följer de stora segelödlorna Edaphosaurus och Dimetrodon.
3. Titanernas konflikt:[3][c] det tredje och sista avsnittet tar sin början senare under perm, 250 miljoner år sedan, och följer livet i en gigantisk öken på superkontinenten Pangaea. Bland djuren som medverkar är pareiasaurien Scutosaurus, dicynodonten Diictodon och gorgonopsider. Avsnittets andra och sista segment utspelar sig under tidig trias, 248 miljoner år sedan. Avsnittet följer där en migration av en hjord Lystrosaurus och följer även Euparkeria, en anfader till dinosaurierna.

## Sverige
Monstrens tid sändes för första gången i svensk TV på TV4 från slutet av 2006 till början av 2007. Det första avsnitten sändes den 30 december 2006, följt av det andra avsnittet den 1 januari 2007 och det tredje avsnittet den 6 januari 2007. Serien sändes under 2008 ett antal gånger i repris på TV4 och TV4 Plus. Sista gången den sändes i repris var på TV4 från 8 till 22 september 2008.

### Utgivning
Monstrens tid släpptes på DVD i Sverige under 2006 med den fulla titeln Monstrens tid - Livet före dinosaurierna, innan serien sänts i Svensk TV. Den svenska DVD-utgåvan saknar därav den svenska berättarrösten och har endast engelskt tal. Enligt DVD:ns baksida är serien indelad i sex (och inte tre) avsnitt — Hårda skal, Skorpionens värld, Fiskarnas makt, Markens jägare, Istid och Dagen då jorden brann — men det stämmer inte då DVD:n istället innehåller seriens tre avsnitt ihopklippta till en enda 1 timme och 30 minuter lång naturfilm; serien sändes ursprungligen på det här sättet i Storbritannien en månad innan den sändes indelad i avsnitt.